# نصاب الصبيان
نصاب الصبيان (بالفارسية: نصاب‌الصبیان) هو كتاب تعليمي ألفه أبو نصر الفراهي (ت 640 هـ/1242-1243 م). هذا الكتاب المؤلف شعرًا يقدم ترجمات فارسية للعديد من الكلمات العربية، وقد استخدم على نطاق واسع في المدارس الإسلامية لعدة قرون ككتاب مدرسي.

## المؤلف
أبو نصر مسعود بن أبو بكر الفراحي (ت 640 هـ) هو عالم وشاعر ولغوي فارسي من القرن السابع الهجري/الثالث عشر الميلادي. رغم أنه وُلد أعمى، إلا أنه برع في الأدب العربي والفارسي، والفقه، والحديث. بالإضافة إلى ذلك، يقال إنه كان على دراية باللغتين الهندية والتركية. وإلى جانب كتابه نصاب الصبيان، ألف كتابين فقهيين هما: لمعة البدر، وشرح ذات العقدين.

## الملخص
أُلف كتاب نصاب الصبيان لتسهيل تعلم المفردات العربية للأطفال الناطقين باللغة الفارسية والمتعلمين المبتدئين. وقد ألفها أبو نصر الفراهي بناء على طلب نظام الملك حسن وزير بهرام شاه.يُعتبر هذا الكتاب أول قاموس عربي فارسي مُقفى، ونظرًا لأهميته التربوية فقد اكتسب شهرة واسعة في المؤسسات التعليمية الإسلامية. ويشير عنوان الكتاب، النصاب، مجازيًّا إلى المائتي درهم، وهو الحد الأدنى من الفضة التي تجب فيها الزكاة في الفقه الإسلامي. ويحتوي الكتاب على 200 بيت، ويُقال إن من يحفظها يثري المعرفة اللغوية. لقد تم استخدام هذا المعجم المقفى على نطاق واسع في تعليم المفردات العربية للأطفال في إيران وأفغانستان وآسيا الوسطى وتركيا لعدة قرون. ولا يزال قيد الاستخدام في بعض المدارس التقليدية.

## المُحتوى
يتألف الكتاب في الأصل من 200 بيت شعري مؤلفة من سبعة أوزان شعرية مختلفة ومرتبة في 40 قسمًا. يحتوي على 1222 كلمة عربية، كل منها مقترنة بما يعادلها أو مرادفها باللغة الفارسية. ولجعل التعلم جذابًا ومنع الرتابة، استخدم الفراحي أنماطًا مترية مختلفة. بالإضافة إلى المفردات، يتضمن الكتاب:
- أسماء الأشهر العربية والفارسية والرومية والتركية
- أسماء زوجات النبي وأهل بيته
- الأئمة الاثنا عشر
- القراءات القرآنية لسبعة قراء

## أمثلة من الأبيات
مثال من الكتاب في بحر التقارب (نص فارسي محاذي لليمين):

الأصل: اله است و الله و رحمان خداىدلیل است و هادى تو گو رهنماى‌

ترجمة مقاربة: إلهٌ هو، والله، والرحمنُ خُداى،دليلٌ وهادٍ، فقُل: هو الرهنَماى.
ترجمة كاملة: هو الإله، هو الله، هو الرحمن الإله،هو الدليل والهادي، فقل: هو المرشد.

## الطبعات والتعليقات
وتكمن أهمية الكتاب اليوم في تسجيله للكلمات الفارسية في العصور الوسطى وما يعادلها باللغة العربية. ونتيجة للاستخدام الواسع النطاق في المدارس، تمت إضافة آيات إضافية وأقسام تمهيدية مع مرور الوقت، وفي بعض الإصدارات، يتجاوز عدد الأبيات 500 إلى 600. وقد تم تأليف أكثر من 30 عملًا مُشتقًّا، مستوحاة من كتاب نصاب الصبيان. ومن أشهرها زهرة الآداب لشكر الله بن شهاب الدين أحمد القاضي. وقد كتبت عدة تعليقات على الكتاب منها:
- طلقات لمير سيد شريف الجرجاني
- رياض الفتيان لابن حسام (القرن الثامن الهجري)
- رافع النسب لأحمد بن الفقيه (818هـ)
- كنز الفنون، جمع في الهند (القرن الحادي عشر الهجري)

## الطبعة الحديثة
وفي العصر المعاصر قام العلامة حسن زاده آملي بتحرير نقدي لنصاب الصبيان. وبتشجيع من العلامة الشعراني، عمل الآملي على ضمان سلامة نص الكتاب من خلال التحقق من الكلمات في مقابل القواميس العربية والفارسية الموثوقة مثل قاموس ، ومنتهى الأرب (ف)، وكنز اللغة، وبرهان القاطع. تتضمن طبعته تعليقات، وعلامات حروف العلة، وأبيات إضافية مميزة. قال العلامة الشعراني:
رغم مرور أكثر من سبعة قرون على تأليفه، حافظ كتاب "نصاب الصبيان" على قيمته التربوية. وقد دُرِّس في المدارس باستمرار، إلا أن كثرة النسخ أدخلت فيه أخطاء. وقد دقّق العلامة حسن زاده آملي النص وصححه بدقة، مما جعله نسخةً موثوقةً للمتعلمين.
— أبو الحسن الشعراني

## الحواشي
1. ↑  Not to be confused with the famous Nizam al-Mulk Tusi or Bahrām Shāh of the Ghaznavid dynasty. The individuals referred to here—"Nizam al-Mulk Hasan" and "Bahrām Shāh"—were local figures from the Saffarid-affiliated rulers of Nimruz fa (سجستان) in the early 7th century AH.